# Дебшиц, Вильгельм фон
Вильгельм Зигфрид Курт фон Дебшиц (нем. Wilhelm Siegfried Kurt von Debschitz, 21 февраля 1871, Гёрлиц — 10 марта 1948, Люнебург) — немецкий художник-самоучка, живописец и прикладник, педагог. Учредитель и директор известной «Учебно-экспериментальной студии прикладного и свободного искусства», или «Школы Дебшица», в Мюнхене.

## Биография
Родился в Гёрлице (Саксония) в знатной семье прусского генерал-лейтенанта Кольмара фон Дебшица и Паолины фон дер Борн. Вильгельм намеревался сделать военную карьеру, но затем, отказавшись от этой идеи, переехал в 1891 году в Мюнхен, в столицу немецкого искусства, город музеев и художественных школ. В 1898 году Дебшиц женился на Ванде фон Куновски, занимавшейся в Мюнхене художественной фотографией. С 1899 года Вильгельм фон Дебшиц стал показывать свои живописные работы на мюнхенских выставках.
Дебшиц испытал влияние идей Уильяма Морриса, его мастерской «Искусства и ремёсла», и Уолтера Крейна, художника английского модерна, основателя «Гильдии века» и «Общества искусств и ремёсел» (1883). В 1900 году Дебшиц и Герман Обрист основали в Мюнхене «Учебно-экспериментальную студию прикладного и свободного искусства» (нем. Lehr- und Versuchsatelier für angewandte und freie Kunst), позднее коротко называемую «Debschitz-Schule». Дебшиц осуществлял общее руководство школой, а Обрист занимался обучением скульпторов. После ухода из школы Обриста в 1904 году, Дебшиц взял на себя полное руководство, в том числе и мастерскими по проектированию мебели, тканей, изделий из металла и керамики.
К 1910 году школа Дебшица стала крупнейшим частным учреждением подобного рода в Германии. Некоторое время в школе преподавал Пауль Клее, с 1921 года работавший в Баухаусе. Считается, что школа Дебшица послужила архитектору Вальтеру Гропиусу, который посещал Дебшица в Мюнхене, в качестве экспериментальной модели, прообраза его будущей школы Баухаус.
В 1910—1911 и в 1913 годах Дебшиц по состоянию здоровья прекращал работу в школе, но в 1912 году присоединился к Немецкому Веркбунду. В 1914—1921 годах Дебшиц был директором Школы художественных ремёсел в Ганновере, в 1922 году переехал в тихий городок Бернау-им-Шварцвальд, где работал в области набивных художественных тканей. Скончался художник после затяжной болезни в Люнебурге (Нижняя Саксония) в 1948 году.